# František Wende
František Wende (1904-1968) est un ancien sauteur à ski et spécialiste du combiné nordique tchèque.

## Résultats

### Jeux olympiques
| Épreuve / Édition | Chamonix 1924 | St Moritz 1928 |
| Combiné nordique  |               | DNF            |
| Saut à ski        | 10e           |                |

### Championnats du monde de ski nordique
| Épreuve / Édition | Johannisbad 1925 | Cortina d'Ampezzo 1927 |
| Saut à ski        | Bronze           | 5e                     |
| Combiné nordique  | 4e               | Bronze                 |